# ساوث بلينفيلد (نيوجيرسي)
ساوث بلينفيلد (بالإنجليزية: South Plainfield borough, New Jersey)‏ هي منطقة سكنية تقع بولاية نيوجيرسي في الولايات المتحدة. تبلغ مساحتها 21.58 كم2، وترتفع عن سطح البحر 24.9936 م، بلغ عدد سكانها 23,385 نسمة في عام 2010 حسب إحصاء مكتب تعداد الولايات المتحدة وتصل الكثافة السكانية فيها 1,083.6 نسمة لكل كيلومتر مربع (2,806.5/ميل2).

## التركيبة السكانية
حدّد مكتب تعداد الولايات المتحدة بيانات التركيبة السكانية لساوث بلينفيلد في تعداد الولايات المتحدة. في ما يلي، التركيبة السكانية حسب تعدادي 2000 و2010.

### تعداد عام 2000
بلغ عدد سكان ساوث بلينفيلد 21,810 نسمة بحسب تعداد عام 2000، وبلغ عدد الأسر 7,151 أسرة وعدد العائلات 5,858 عائلة مقيمة في المنطقة السكنية. في حين سجلت الكثافة السكانية 1,010.7 نسمة لكل كيلومتر مربع (2,617.7/ميل2). وبلغ عدد الوحدات السكنية 7,307 وحدة بمتوسط كثافة قدره 338.6 لكل كيلومتر مربع (877.0/ميل2).
وتوزع التركيب العرقي للمنطقة السكنية بنسبة 77.74% من البيض و8.56% من الأمريكيين الأفارقة و0.22% من الأمريكيين الأصليين و7.57% من الأمريكيين ذوي الأصول الآسيوية و0% من سكان جزر المحيط الهادئ و3.48% من الأعراق الأخرى و2.42% من عرقين مختلطين أو أكثر و8.66% من الهسبانيون أو اللاتينيون من أي عرق.
بلغ عدد الأسر 7,151 أسرة كانت نسبة 41.2% منها لديها أطفال تحت سن الثامنة عشر تعيش معهم، وبلغت نسبة الأزواج القاطنين مع بعضهم البعض 66.8% من أصل المجموع الكلي للأسر، ونسبة 10.9% من الأسر كان لديها معيلات من الإناث دون وجود شريك، بينما كانت نسبة 4.1% من الأسر لديها معيلون من الذكور دون وجود شريكة وكانت نسبة 18.1% من غير العائلات. تألفت نسبة 15.3% من أصل جميع الأسر من عدة أفراد يعيشون في نفس المنزل ونسبة 7.5% كانت تتألف من شخص يعيش بمفرده يبلغ من العمر 65 عاماً أو أكثر. وبلغ متوسط حجم الأسرة المعيشية 3.01، أما متوسط حجم العائلات فبلغ 3.35.
بلغ العمر الوسطي للسكان 38.0 عاماً. وكانت نسبة 25.1% من القاطنين تحت سن الثامنة عشر، وكانت نسبة 7.2% بين الثامنة عشر والرابعة والعشرين عاماً، ونسبة 29.6% كانت واقعةً في الفئة العمرية ما بين الخامسة والعشرين والرابعة والأربعين عاماً، ونسبة 23.5% كانت ما بين الخامسة والأربعين والرابعة والستين، ونسبة 13.2% كانت ضمن فئة الخامسة والستين عاماً فما فوق. يوجد لكل 100 أنثى 96.4 ذكر، ويوجد لكل 100 أنثى في الثامنة عشر من عمرها فما فوق 92.9 ذكر.
بلغ متوسط دخل الأسرة في المنطقة السكنية 67,466 دولارًا، أما متوسط دخل العائلة فبلغ 72,745 دولارًا. وكان متوسط دخل الذكور 47,465 دولارًا مقابل 34,329 دولارًا للإناث. وسجل دخل الفرد الخاص بالمنطقة السكنية 25,270 دولارًا. وكانت نسبة 2.3% من العائلات ونسبة 3.4% من السكان تحت خط الفقر، وكان من هؤلاء نسبة 3.8% تحت سن الثامنة عشر ونسبة 4.4% في الخامسة والستين من العمر وما فوق.

### تعداد عام 2010
بلغ عدد سكان ساوث بلينفيلد 23,385 نسمة بحسب تعداد عام 2010، وبلغ عدد الأسر 7,876 أسرة وعدد العائلات 6,174 عائلة مقيمة في المنطقة السكنية. في حين سجلت الكثافة السكانية 1,083.6 نسمة لكل كيلومتر مربع (2,806.5/ميل2). وبلغ عدد الوحدات السكنية 8,093 وحدة بمتوسط كثافة قدره 375 لكل كيلومتر مربع (971.2/ميل2).
وتوزع التركيب العرقي للمنطقة السكنية بنسبة 66.74% من البيض و10.10% من الأمريكيين الأفارقة و0.37% من الأمريكيين الأصليين و14.68% من الأمريكيين ذوي الأصول الآسيوية و0.03% من سكان جزر المحيط الهادئ و4.79% من الأعراق الأخرى و3.29% من عرقين مختلطين أو أكثر و13.24% من الهسبانيون أو اللاتينيون من أي عرق.
بلغ عدد الأسر 7,876 أسرة كانت نسبة 38.6% منها لديها أطفال تحت سن الثامنة عشر تعيش معهم، وبلغت نسبة الأزواج القاطنين مع بعضهم البعض 62.1% من أصل المجموع الكلي للأسر، ونسبة 12.3% من الأسر كان لديها معيلات من الإناث دون وجود شريك، بينما كانت نسبة 4% من الأسر لديها معيلون من الذكور دون وجود شريكة وكانت نسبة 21.6% من غير العائلات. تألفت نسبة 18.2% من أصل جميع الأسر من عدة أفراد يعيشون في نفس المنزل ونسبة 8.2% كانت تتألف من شخص يعيش بمفرده يبلغ من العمر 65 عاماً أو أكثر. وبلغ متوسط حجم الأسرة المعيشية 2.93، أما متوسط حجم العائلات فبلغ 3.34.
بلغ العمر الوسطي للسكان 40.2 عاماً. وكانت نسبة 23% من القاطنين تحت سن الثامنة عشر، وكانت نسبة 8% بين الثامنة عشر والرابعة والعشرين عاماً، ونسبة 26.2% كانت واقعةً في الفئة العمرية ما بين الخامسة والعشرين والرابعة والأربعين عاماً، ونسبة 29.2% كانت ما بين الخامسة والأربعين والرابعة والستين، ونسبة 13.5% كانت ضمن فئة الخامسة والستين عاماً فما فوق. وتوزع التركيب الجنسي للسكان بنسبة 48.6% ذكور و51.4% إناث.

## وصلات خارجية
- الموقع الرسمي